# Recordes olímpicos do tiro com arco
Esta lista reúne os recordes olímpicos do tiro com arco, atualizados até os Jogos Olímpicos de Verão de 2008.

## Recordes masculinos
| Evento                      | Escore | Nome                                   | País               | Jogos        | Data                |
| --------------------------- | ------ | -------------------------------------- | ------------------ | ------------ | ------------------- |
| 72 flechas (classificação)  | 700    | Kim Woo-Jin                            | KOR Coreia do Sul  | Rio 2016     | 5 de agosto de 2016 |
| 18 flechas (partida)        | 173    | Park Kyung-Mo                          | KOR Coreia do Sul  | Atenas 2004  | 19 de agosto        |
| 12 flechas (partida)        | 115    | Oh Kyo-Moon                            | KOR Coreia do Sul  | Atlanta 1996 | 1 de agosto         |
| 36 flechas (eliminatória)   | 339    | Chen Szu-yuan                          | TPE Taipé Chinês   | Atenas 2004  | 19 de agosto        |
| 36 flechas (final)          | 340    | Tim Cuddihy                            | AUS Austrália      | Atenas 2004  | 19 de agosto        |
| 216 flechas (classificação) | 2087   | Im Dong-hyun Kim Bub-min Oh Jin-hyek   | KOR Coreia do Sul  | Londres 2012 | 27 de julho de 2012 |
| 27 flechas (partida)        | 258    | Jang Yong-Ho Oh Kyo-Moon Kim Chung-Tae | KOR Coreia do Sul  | Sydney 2000  | 22 de setembro      |
| 54 flechas (final)          | 502    | Justin Huish Butch Johnson Rod White   | USA Estados Unidos | Atlanta 1996 | 2 de agosto         |

## Recordes femininos
| Evento                      | Escore | Nome                                  | País              | Jogos          | Data                |
| --------------------------- | ------ | ------------------------------------- | ----------------- | -------------- | ------------------- |
| 72 flechas (classificação)  | 680    | An San                                | KOR Coreia do Sul | Tóquio 2020    | 23 de julho de 2021 |
| 18 flechas (partida)        | 173    | Yun Mi-Jin                            | KOR Coreia do Sul | Sydney 2000    | 19 de setembro      |
| 12 flechas (partida)        | 114    | Kim Soo-Nyung                         | KOR Coreia do Sul | Barcelona 1992 | 2 de agosto         |
| 36 flechas (eliminatórias)  | 341    | Yun Mi-Jin                            | KOR Coreia do Sul | Atenas 2004    | 18 de agosto        |
| 216 flechas (classificação) | 2032   | Jang Min-hee Kang Chae-young An San   | KOR Coreia do Sul | Tóquio 2020    | 23 de julho de 2021 |
| 27 flechas (partida)        | 252    | Kim Soo-Nyung Kim Nam-Soon Yun Mi-Jin | KOR Coreia do Sul | Sydney 2000    | 21 de setembro      |
| 54 flechas (final)          | 502    | Kim Soo-Nyung Kim Nam-Soon Yun Mi-Jin | KOR Coreia do Sul | Sydney 2000    | 21 de setembro      |